# 哈夫薩
哈夫薩是土耳其的城鎮，由埃迪爾內省負責管轄，位於該國西北部，距離首府埃迪爾內27公里，面積545平方公里，海拔高度95米，2010年人口8,602。
41°33′N 26°49′E / 41.550°N 26.817°E